# Sauvigny-les-Bois
Sauvigny-les-Bois è un comune francese di 1 548 abitanti situato nel dipartimento della Nièvre, nella regione della Borgogna-Franca Contea.

## Società

### Evoluzione demografica
Abitanti censiti